# Велика Капела
Велика Капела — гірський масив у Динарських горах, розташований у Хорватії — регіон Горський Котар, на кордоні зі Словенією. Має площу близько 2300 км². Найвища вершина — Бєлоласиця (1533 м над рівнем моря).
Вершини:
- Бєлоласиця — 1534 м над рівнем моря
- Биторадж — 1385 м над рівнем моря
- Вишевиця — 1428 м над рівнем моря

Велика Капела простягається від регіону Горський Котар на заході, до Малої Капели та Лики на сході, від долини Огулин на півночі до Винодольського узбережжя на півдні. Цей терен — найкоротший шлях між Паннонією та Середземноморським узбережжям. Велика Капела в основному складається з вапняку, через що утворюється багато карстових порожнин.
У Великій Капелі розташовано багато заказників та заповідників, найвідоміші з них Біле і Самарське Стижене та Клек.
Назва походить від Капели (дерев'яна католицька церква в горах) на шляху до гірського перевалу поблизу Модруша.
Через 628-метровий перевал Ясенка прокладено автошлях D23 Сень — Огулин.